# Гулин, Вячеслав Иванович
Вячесла́в Ива́нович Гу́лин (22 апреля 1916, Чита — 15 декабря 1985, Ленинград) — советский оператор и режиссёр неигрового кино, фронтовой кинооператор в годы Великой Отечественной войны. Заслуженный деятель искусств РСФСР (1968).

## Биография
Родился 9 (22 апреля) 1916 года в Чите. Окончил операторский факультет ВГИКа в 1940 году. В 1940—1955 годах работал на Дальневосточной студии кинохроники.
Участник Великой Отечественной войны, был фронтовым оператором. В 1945 году служил в киногруппе 1-го Дальневосточного фронта, участвуя в съёмке событий Советско-японской войны, воинское звание — инженер-капитан.
C 1956 года — оператор и режиссёр Ленинградской студии кинохроники (Ленинградская студия документальных фильмов с 1968 года).
Член ВКП(б) с 1943 года, член Союза кинематографистов СССР с 1959 года.
Скончался 15 декабря 1985 года в Ленинграде. Похоронен на Сестрорецком кладбище (участок № 2).

## Фильмография
Оператор
- 1941 — Амурская флотилия (совместно с группой операторов)
- 1942 — Амурдеталь (совм. с В. Мирным)
- 1943 — Молодые мастера (совместно с группой операторов)
- 1944 — Путь к океану (совм. с В. Мирным)
- 1945 — Разгром Японии (совместно с группой операторов)
- 1946 — В освобождённой Корее
- 1946 — Вывод советских войск из Манчжурии (совместно с группой операторов)
- 1947 — На далёких островах Востока
- 1948 — На Чукотке
- 1952 — По Хабаровскому краю
- 1953 — Великое прощание (совместно с группой операторов)
- 1954 — Пчеловодство на Дальнем Востоке
- 1955 — По Печорской дороге (совместно с А. Богоровым)[6]
- 1955 — Тигроловы
- 1956 — Воркута
- 1956 — Друзья едут на целину (совм. с А. Павловым, А. Рейзентулом)[7]
- 1957 — Визит английских кораблей
- 1959 — Дочери России (совместно с группой операторов)
- 1959 — На дальневосточной границе[8]
- 1959 — Русский характер
- 1960 — Мир дому твоему (совместно с группой операторов)
- 1961 — Бип остаётся в Ленинграде (совм. с Ю. Лебедевым)[9]
- 1961 — В твоём лесу
- 1962 — Ваш друг Жан Луи Барро (совм. с Я. Блюмбергом)[10]
- 1962 — Эдуардо (совместно с Е. Мезенцевым, К. Станкевичем)[11]
- 1963 — Бенни Гудман в СССР (совм. с Я. Блюмбергом, Е. Мезенцевым, О. Лучининым)[12]
- 1964 — Мир во имя жизни
- 1964 — Путешествие будет приятным[13]
- 1965 — Помощники пропагандиста
- 1965 — С песней по Австрии[14]
- 1965 — Сегодня — премьера (совместно с А. Шафраном)
- 1966 — От Дамаска до Эль-Кувейта[15]
- 1966 — Там, где полярные зори[16]
- 1967 — Perpetuum mobile. Вечное движение (совм. с Б. Лисицким, А. Альваресом)[17]
- 1967 — Наш морской флот (совм. с Р. Шевалье, С. Иванюхиным)[18]
- 1968 — Вечный дар
- 1968 — Это твой дом
- 1969 — Большой хоккей (совм. с А. Ивановым)[19]
- 1970 — 16-я воздушная[20]
- 1970 — Компас поколения (совм. с Н. Виноградским, А. Рейзентулом)[21]
- 1970 — Седьмая победа (совм. с Ю. Александровым, Н. Виноградским, А. Ивановым, А. Рейзентулом)[22]
- 1971 — Вечное движение
- 1971 — С песней в Финляндию[23]
- 1973 — СЭВ
- 1974 — Огни дружбы (совм. с Н. Виноградским, В. Кононенко)[24]
- 1974 — От Байкала до океана (совм. с М. Массом)[25]
- 1975 — Товарищ «Кировец» (совм. с А. Ивановым)[26]
- 1977 — Огни дружбы

Режиссёр
- 1954 — Пчеловодство на Дальнем Востоке
- 1955 — Тигроловы
- 1958 — У берегов Африки[27]
- 1959 — На дальневосточной границе
- 1961 — Бип остаётся в Ленинграде
- 1963 — В дальние страны[28]
- 1964 — Путешествие будет приятным
- 1965 — С песней по Австрии (совм. с А. Минкиным)
- 1966 — От Дамаска до Эль-Кувейта (совм. с В. Соловцовым)
- 1966 — Там, где полярные зори
- 1967 — Наш морской флот
- 1968 — Вечный дар
- 1968 — Это твой дом
- 1969 — Труд, учёба и отдых моряка
- 1970 — 16-я воздушная
- 1971 — С песней в Финляндию
- 1974 — От Байкала до океана
- 1975 — Товарищ «Кировец»
- 1976 — За высокие скорости[29]
- 1977 — Автоматическое управление поездами метро
- 1977 — Край наш Карелия
- 1977 — Рассказ Тани Верховцевой о нашей Конституции
- 1979 — Планы и жизнь. Так мы живём
- 1979 — Семья Елисеевых
- 1980 — Из родников народных
- 1980 — Калуга — родина космонавтики
- 1981 — Молодые хозяева земли
- 1983 — Апрельские этюды
- 1983 — К 60-летию образования СССР. РСФСР
- 1984 — Горки Ленинские
- 1984 — По ленинским местам
- 1984 — Секретарь райкома
- 1985 — Образование в СССР
- 1986 — Города Севера России[комм. 1]

Сценарист
- 1973 — Опасный возраст

## Награды и премии
- медаль «За победу над Японией» (1945)[30]
- медаль «За доблестный труд в Великой Отечественной войне 1941—1945 гг.» (1946)[31]
- заслуженный деятель искусств РСФСР (30.10.1968)[5]
- Государственная премия РСФСР имени братьев Васильевых (1967) — за документальные фильмы «Русский характер» (1957), «Дочери России» (1959), «Мир дому твоему» (1960), «Песни России» (1963)[31]
- медали